# Park City Red Wolves SC
El Utah Red Wolves SC es un equipo de fútbol de Estados Unidos que juega en la USL League Two, la cuarta división de fútbol del país.

## Historia
Fue fundado el 28 de diciembre de 2018 en la ciudad de Park City, Utah luego de que la United Soccer League le otorgara una franquicia a Utah para la primera temporada de la USL League Two en 2019 como uno de los equipos fundadores.
En su primera temporada el club terminó en tercer lugar de su división y no avanzó a la ronda de playoff.

## Temporadas
| Año  | División | Liga           | Temporada Regular | Playoffs     | US Open Cup  |
| ---- | -------- | -------------- | ----------------- | ------------ | ------------ |
| 2019 | 4        | USL League Two | 3.º, Mountain     | No clasificó | No participó |